# Garudanadi
Garudanadi (o Gaddilam) és un riu de Tamil Nadu. Neix al Yegal Tank, i s'alimenta del Mallatar que el connecta amb el Ponniar. El seu llit és sorrenc i les seves ribes sovint força baixes. Té un curs de 95 km durant discorrent per l'antic Fort Saint David i Cuddalore, fins a desaiguar a la badia de Bengala.